# NGC 517
NGC 517 ist eine Linsenförmige Galaxie vom Hubble-Typ S0 im Sternbild Fische auf der Ekliptik. Sie ist schätzungsweise 194 Millionen Lichtjahre von der Milchstraße entfernt und hat einen Durchmesser von etwa 80.000 Lichtjahren. Gemeinsam mit fünf weiteren Galaxien bildet sie die NGC 499-Gruppe (LGG 24).

Im selben Himmelsareal befinden sich u. a. die Galaxien NGC 510, NGC 515, IC 1691, IC 1692.
Das Objekt wurde am 13. September 1784 von dem deutsch-britischen Astronomen Wilhelm Herschel entdeckt.